# Гемера
Геме́ра (др.-греч. Ἡμέρα, «день») — в греческой мифологии богиня дневного света, олицетворявшая день, дочь Нюкты (Ночи) и Эреба (Мрака), сестра и супруга Эфира. В изложении Гигина, родилась от Хаоса и Мглы.
Считалась спутницей Гелиоса. Похитила Кефала и родила от него Фаэтона (версия). В Олимпии её статуя как матери Мемнона (здесь она смешивается с Эос). По Гигину, мать Талассы (от Эфира).
В римском пантеоне Гемере соответствует Диес.